# 黑石線
黑石線（日语：／ Kuroishi sen */?）曾經是一條連結日本青森縣南津輕郡田舍館村的川部站至黑石市的黑石站，屬於弘南鐵道的鐵路線，1998年廢除。此線是日本國有鐵道（國鐵）的特定地方交通線當中，少數與同樣位於青森縣內的大畑線轉換至純民間資本的民營鐵道的路線。

## 路線資料（廢除時）
- 路段（營業距離）：川部－黑石（6.2公里）[1]
- 站數：3個（包括起終點）
- 複線路段：沒有（全線單線）[1]
- 電氣化方式：全線非電氣化（日语：非電化）[1]
- 閉塞方式：自動閉塞式
- 可交會車站：沒有（全線1閉塞）

## 历史
本路线由鐵道省（后来的日本國有鐵道）以轻便铁道法的标准建设，并于1912年（大正元年）8月作为黑石轻便线开业。1922年（大正11年）伴随轻便铁道法废除，改名为黑石线。
1950年（昭和25年）7月，因弘南鐵道弘南線延伸至弘南黑石站，旅客被弘南线分流，导致黑石线的乘客减少。因此，1968年（昭和43年）10月，弘南鐵道向国铁东北支社提出委托经营的申请。
1980年（昭和55年），伴随国铁再建法颁布，黑石线于1981年（昭和56年）9月18日被指定为第1次特定地方交通線。为此，根据同法第9条规定，成立了“黑石线特定地方交通线对策协议会”，对铁路废除后的代替运输进行了多次协议。在多次会谈中，沿线自治体提出了将黑石线转让至弘南铁道的方案。在经数次协议后，最终双方在于1984年（昭和59年）4月5日召开的第6次会议上就转换线路达成了一致。同年11月1日，黑石线转换至弘南铁道。原本国铁和弘南在黑石各自拥有一个车站，但为了削减经费，因而在国铁黑石站前方设置了连接至弘南黑石線的联络线，并将原国铁黑石站并入弘南黑石站。另外，原本在国铁时代，黑石线拥有同五能線的直通列车和弘南 - 川部区间的直通列车，但由于该区间的车票较之弘南线的弘南 - 川部区间价格更为低廉，为防止竞争，同五能线的直通列车在转换后废除，同时在上涨运费的同时，不再和国铁线路连续计费，这进一步加剧了乘客的减少。为此，财政措施方面，在定期得到各种交付金和补助金的同时，为减少费用，推进了单线自动自動信号化，并设置了自动售票机，同时为了增加收入，增加了列车班次，亦发行了为特定时间段提供折扣的优惠券。此外，在黑石站的站房还新设置了生活协同组合的超市店铺，意图增加旅客。尽管乘客依然不断减少，但由于这些措施在一定程度上起到了削减亏损的作用，营业系数也从国铁时代的706（1983年）、560（至1984年10月末）下降至121（1984年11月）、110（1985年）、120（1986年）、120（1987年度）。在1992年（平成4年）的“第三次黑石市综合开发计划 基本计划”中记载到，“增强黑石线的运输能力”是黑石市当时的一大目标。
然而，由于乘客继续减少，1992年（平成4年）10月，弘南铁道、黑石市、田舍馆村、青森県的管理层设置了“黑石线活性化推进协议会”。1993年（平成5年）是在黑石线转换后，对弘南铁道给予补助的最后一年。然而，黑石线在该年的亏损额占到了全社的65%，其经营不振成为了弘南铁道经营恶化和不良影响的主要原因，这也使得其继续经营的前景令人担忧。在经过研究调查后，活性化协议会撰写了“黑石线活性化协议会报告书”，并得出了“不存在能永久、有效地实现黑石线复兴的对策”“黑石线无法在离开自治体的支援下继续存在”的结论。而关于黑石线今后的方针，在将最终的结论递交至弘南铁道后，活性化协议会就此解散。
1995年10月，弘南铁道对青森县、黑石市长和田舍馆村长提出了废除黑石线的意向｡在之后，通过对相关人士的说明和协商，黑石市长和田舍馆村长于1997年12月接受了黑石线废除后的巴士替代运行计划，批准了黑石线的废除｡ 
1998年4月1日，黑石线全线废除。这是首条作为首条转交至地方后依然废除的特定地方交通线。

### 年表
- 1912年（大正元年）8月15日：川部 - 黑石 (4.1M) 作为黑石轻便线开业，新设黑石站[6]。
- 1922年（大正11年）9月2日： 改名为黑石线[7]。
- 1935年（昭和10年）4月15日：开始运行柴油动车[8]。新设前田屋敷站。
- 1973年（昭和48年）3月：不再运行蒸汽机车[9]
- 1981年（昭和56年）9月18日：被指定为第1次特定地方交通線。
- 1984年（昭和59年）
  - 2月1日：全线货物营业废除
  - 11月1日：全线废除，转换至弘南鐵道。黑石站废除，并入弘南黑石站。川部站改名为弘南川部站。
- 1988年（昭和63年）8月1日：开始一人控制。
- 1998年（平成10年）4月1日：全线 (6.2 km) 废除，转换至弘南巴士。

## 运行形态
全线的运行间隔在最短30分 - 最长2小时之间。在运营早期，早间的4对列车为2节编组列车，但由于乘客的减少，在线路废除之前，所有的班次都改为1节编组。此外，在转换至弘南铁道后的早期，车内曾设有车掌乘务，但后来全部改为了一人控制。

## 使用车辆
在转换后的初期，黑石线使用了3辆让渡自国铁的Kiha 22型，但由于车辆逐渐老旧，于1995年（平成7年）7月接受了2辆原本小坂線使用的柴油动车Kiha2100型，而Kiha22型则仅保留了1辆备用车，其余车辆皆报废。然而，由于Kiha2100型没有安装排雪器，因此在冬季积雪时，不得不继续使用备用的Kiha22型。此外，在Kiha22型开始一人控制时，曾向当时已经开始一人控制的下北交通参考了改造图纸。
在线路废除后，1辆Kiha 22型和2辆Kiha 2100形被保存在田舍馆村，但于2013年（平成25年）11月22日解体拆除。

## 轶事
在《JTB时刻表》、《JR时刻表》等全国时刻表册中，通常转换自特定地方交通线的路线和JR采用同一标准，原则上应当在JR线的页面上刊登全部车站和全部列车。但在所有转换线中，只有黑石线的位置在卷末的私营铁路和巴士路线的页面上，与其他弘南铁路所属线路并列刊登。尽管大畑线同样被转让至纯民间事业者的下北交通，但时刻表的刊登位置仍然在JR的页面处（因其是下北交通唯一的线路，故和拥有其它线路的弘南铁道有所不同）。但是，与弘南铁路其他线不同的是，时刻表上刊登了黑石线的所有班次。

## 車站列表
- 軌道（全線單線）… ◇：可列車交會，｜：不可列車交會
- 所有車站都位於青森縣內

| 中文站名 | 日文站名 | 英文站名 | 站間距離 | 營業距離 | 接續路線                         | 軌道 | 所在地           |
| -------- | -------- | -------- | -------- | -------- | -------------------------------- | ---- | ---------------- |
| 川部     |          |          | -        | 0.0      | 東日本旅客鐵道：奧羽本線、五能線 | ｜   | 南津輕郡田舍館村 |
| 前田屋敷 |          |          | 2.9      | 2.9      |                                  | ｜   | 南津輕郡田舍館村 |
| 黑石     |          |          | 3.3      | 6.2      | 弘南鐵道：弘南線                 | ◇    | 黑石市           |

## 外部連結
- 弘南鐵道黑石線 （页面存档备份，存于）　路線跡の現状レポート